# Trichomegalosphys antunesi
Trichomegalosphys antunesi är en tvåvingeart som först beskrevs av Lane 1947.  Trichomegalosphys antunesi ingår i släktet Trichomegalosphys och familjen sorgmyggor. Inga underarter finns listade i Catalogue of Life.